# 史達偉
史達偉，美国外交官、空軍退役准將，歷任美国国务院東亞暨太平洋事務助理國務卿、美国驻华大使馆武官等職務，為空軍出身的歷代美國駐華首席武官中，第一位履新前即學習過汉语並擁有長期涉華涉外區務軍官經歷者；此外亦通曉韓語、略通日语。
2021年1月21日，因其亞太助卿任內對華強硬的與對台友善的作風，遭中华人民共和国外交部宣布外交制裁。
註： 史達偉也可以指： 香港男演員，曾參演<妖夜迴廊>.

## 學歷
- 1987年：美國空軍學院亞洲史理學士
- 1988年：夏威夷大學亞洲研究暨中文文學碩士
- 2000年：美國空軍指揮參謀學院（英语：Air Command and Staff College）戰略研究碩士
- 2006年：美國陸軍戰爭學院戰略研究碩士[1]

## 略歷

### 退役前職務

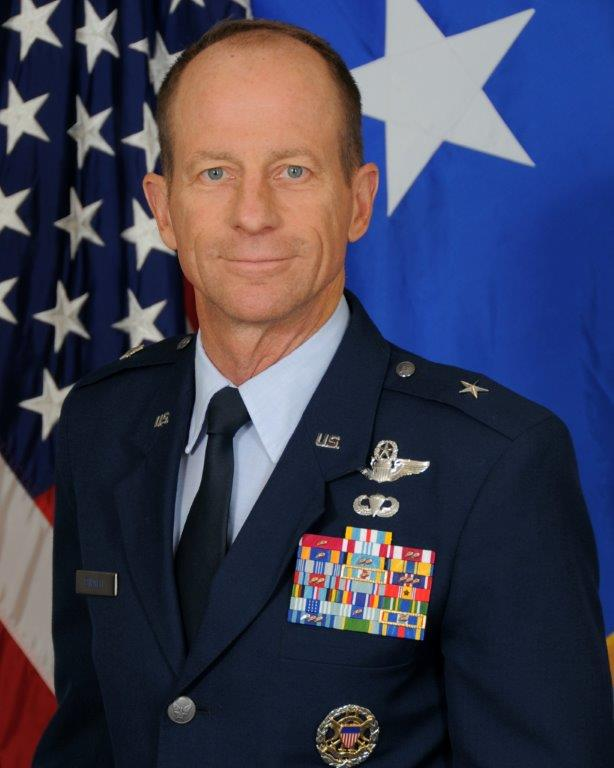
史達偉空軍准將戎裝照

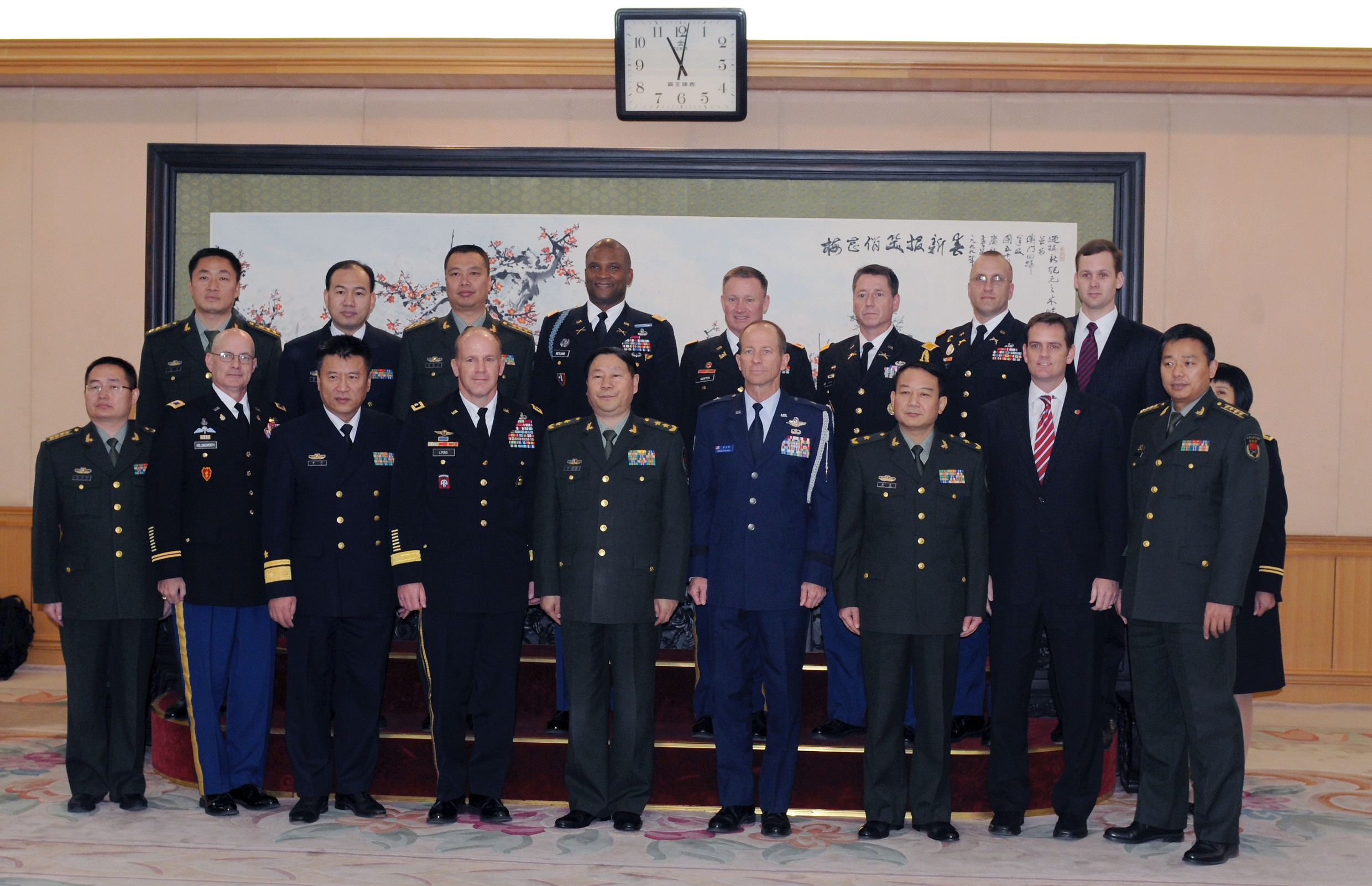
史達偉准將（前排右起第四位）於美國駐華武官任內，偕同美軍人道主義救援减災代表團團長史蒂芬·里昂斯少將和中央軍委聯合參謀部副參謀長戚建國中將合影，2012年

- 1980年3月–1983年7月：美國國防語言學院韓語專家訓練（加利福尼亞州蒙特雷）
1980年3月–1983年7月：密碼語言專家訓練（韓國烏山空軍基地）

- 1983年7月–1987年5月：美國空軍學院官校生（科羅拉多州）
- 1989年1月–1990年5月：大專飛官訓練（亞利桑那州威廉斯空軍基地（英语：Williams Air Force Base））
- 1990年6月–1991年6月：F-4E戰鬥機戰鬥機組員訓練課程（加利福尼亞州喬治空軍基地（英语：George AFB））
- 1991年6月–1992年6月：第12偵察中隊（英语：12th Reconnaissance Squadron）RF-4C偵察機機長（德克薩斯州伯格史東空軍基地（英语：Bergstrom AFB））
- 1992年6月–1993年12月：美國空軍學院歷史助理教授（科羅拉多州）
- 1993年12月–1995年5月：第80戰鬥機中隊（英语：80th Fighter Squadron）F-16戰鬥機過渡課程（韓國群山空軍基地）
- 1995年6月–1999年7月：第13戰鬥機中隊（英语：13th Fighter Squadron）及第14戰鬥機中隊（英语：14th Fighter Squadron）飛行考官、示範飛官（日本三澤空軍基地）
- 2000年6月–2002年6月：太平洋聯合情報中心戰鬥應用主任（夏威夷州珍珠港）
- 2002年6月–2005年7月：第78戰鬥機中隊（英语：78th Fighter Squadron）作戰官及第77戰鬥機中隊（英语：77th Fighter Squadron）中隊長（南卡羅萊納州蕭空軍基地（英语：Shaw AFB））
- 2006年6月–2007年1月：空戰司令部計畫主任（維吉尼亞州蘭利空軍基地（英语：Langley AFB））
- 2007年1月–2008年8月：第57假想敵戰術大隊（英语：57th Adversary Tactics Group）大隊長（內華達州拉斯維加斯奈利斯空軍基地）
- 2008年8月–2010年7月：第35戰鬥機聯隊（英语：35th Fighter Wing）聯隊長（日本三澤空軍基地）
- 2010年8月–2011年5月：美國國防語言學院及聯合軍事武官學校（華盛頓特區）
- 2011年6月–2013年6月：美國駐華大使館國防武官（中華人民共和國北京）
- 2013年6月–2015年：美國國防部五角大廈聯合參謀部戰略計畫政策處（聯五）亞洲政軍副處長（華盛頓特區）[1]

### 退役後職務
- 2016年–2019年：東西中心資深研究員（夏威夷州檀香山）
- 2017年–2019年：美國印太司令部中國戰略焦點小組主任（夏威夷州霍蘭·史密斯營）
- 2019年6月20日-2021年1月20日：美國國務院東亞暨太平洋事務助理國務卿（華盛頓特區）[4]
- 2021年–：東西中心董事會成員[6]